# العارضة بني إسماعيل (المخادر)

تعديل مصدري - تعديل

العارضه بني إسماعيل محلة تابعة لقرية الضبات، التابعة لعزلة بني سرحة بمديرية المخادر إحدى مديريات محافظة إب في الجمهورية اليمنية، بلغ تعداد سكانها 88 حسب تعداد اليمن لعام 2004.